# Flatpak
Flatpak (výslovnost [ˈflætˌpæk]; dříve xdg-app) je utilita pro nasazení softwaru, správu balíčků a virtualizaci aplikací pro operační systém Linux. Flatpak poskytuje sandbox prostředí Bubblewrap, v němž mohou uživatelé spouštět aplikace izolované od zbytku systému. Aplikace využívající Flatpak potřebují povolení od uživatele, aby mohly ovládat hardwarová zařízení nebo přistupovat k souborům uživatele.
Původní myšlenka na vytvoření podobné technologie byla poprvé navržena v roce 2013 Lennartem Poetteringem a následně blíže popsána v roce 2014.